# MotoGP 3: Ultimate Racing Technology
MotoGP 3 o MotoGP 3: Ultimate Racing Technology (conocido en Europa como MotoGP: Ultimate Racing Technology 3) es un videojuego de carreras de motos de 2005. Es similar a MotoGP 2 pero contiene la temporada 2004 de Motogp. El juego también presenta un Modo Extremo.

## Recepción
El juego recibió críticas favorables en ambas plataformas según el sitio web de Metacritic.